# Brachyceratops
Brachyceratops („Krátká rohatá tvář“) byl rod býložravého ceratopsidního dinosaura, který žil v období geologického stupně svrchní křídy kampánu asi před 74 miliony let. Jedná se však o pochybný taxon (nomen dubium), jelikož není jisté, zda se jednalo o dospělou formu ceratopsida nebo spíše mládě ceratopsidů, jako je Monoclonius nebo Rubeosaurus.

## Historie a popis

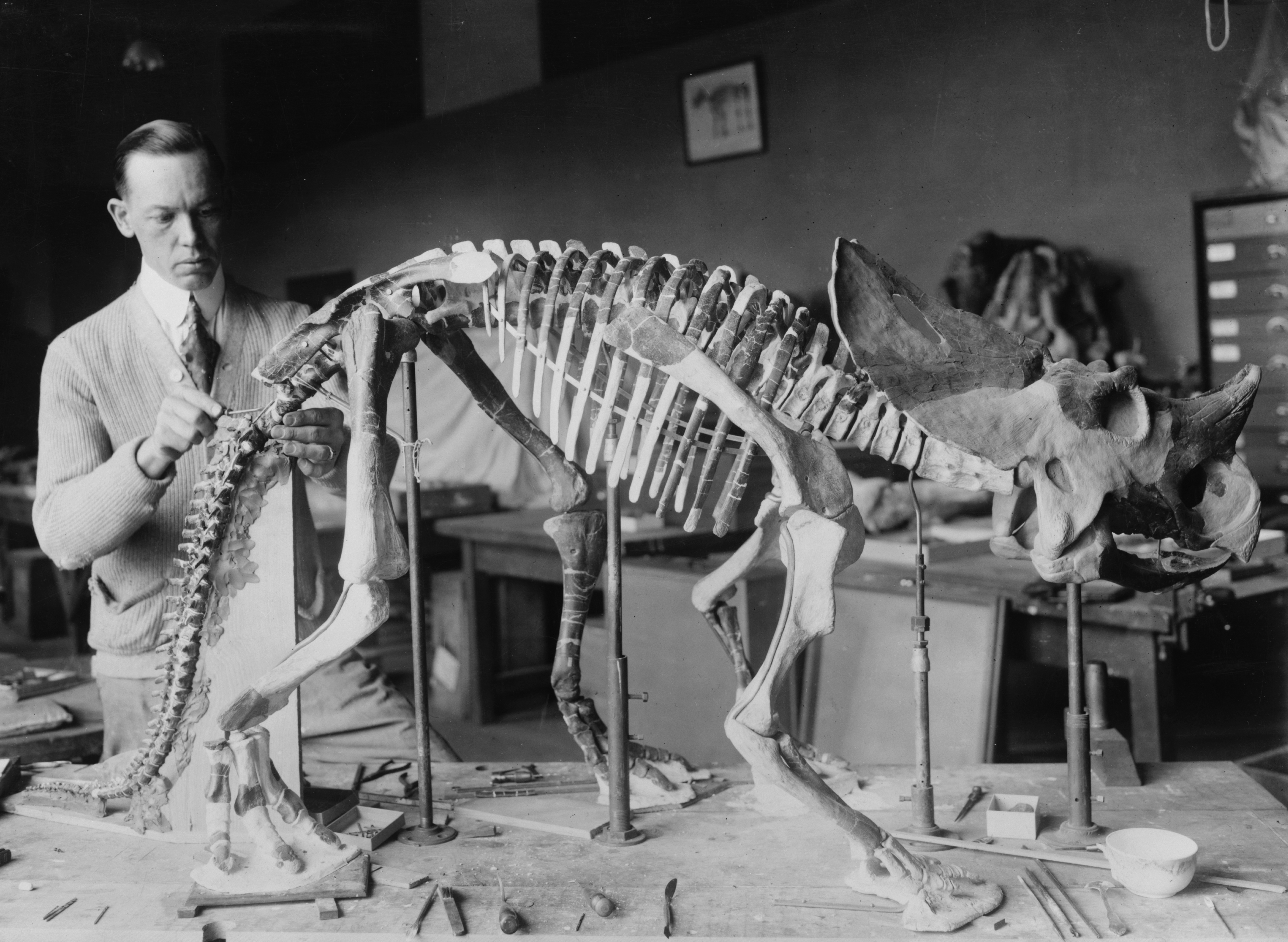
Rekonstrukce kostry brachyceratopse preparátorem Normanem Rossem.

Fosilie tohoto ptakopánvého dinosaura byly objeveny na území severní Montany v roce 1913, a to v sedimentech souvrství Two Medicine. Objeveno bylo celkem pět juvenilních jedinců o délce asi 1,5 metru. Formálně je popsal americký paleontolog Charles W. Gilmore v roce 1914.
Mladí jedinci brachyceratopse měli ještě málo vyvinuté rohy a lebeční límec, což odpovídá juvenilním znakům ceratopsidů. Podle odhadů mohli vážit kolem 150 kilogramů, v dospělosti pak byli nepochybně mnohem větší a těžší (na délku měřili pravděpodobně kolem 6 metrů a vážili asi 2 tuny).